# ریزهاگ (سرده)
ریزهاگ(نام علمی: Microsporum) نام یک سرده از subdivision قارچ‌های فنجانی است.